# Ashmunella levettei
Ashmunella levettei är en snäckart som först beskrevs av Bland 1881.  Ashmunella levettei ingår i släktet Ashmunella och familjen Polygyridae. Inga underarter finns listade i Catalogue of Life.

## Bildgalleri

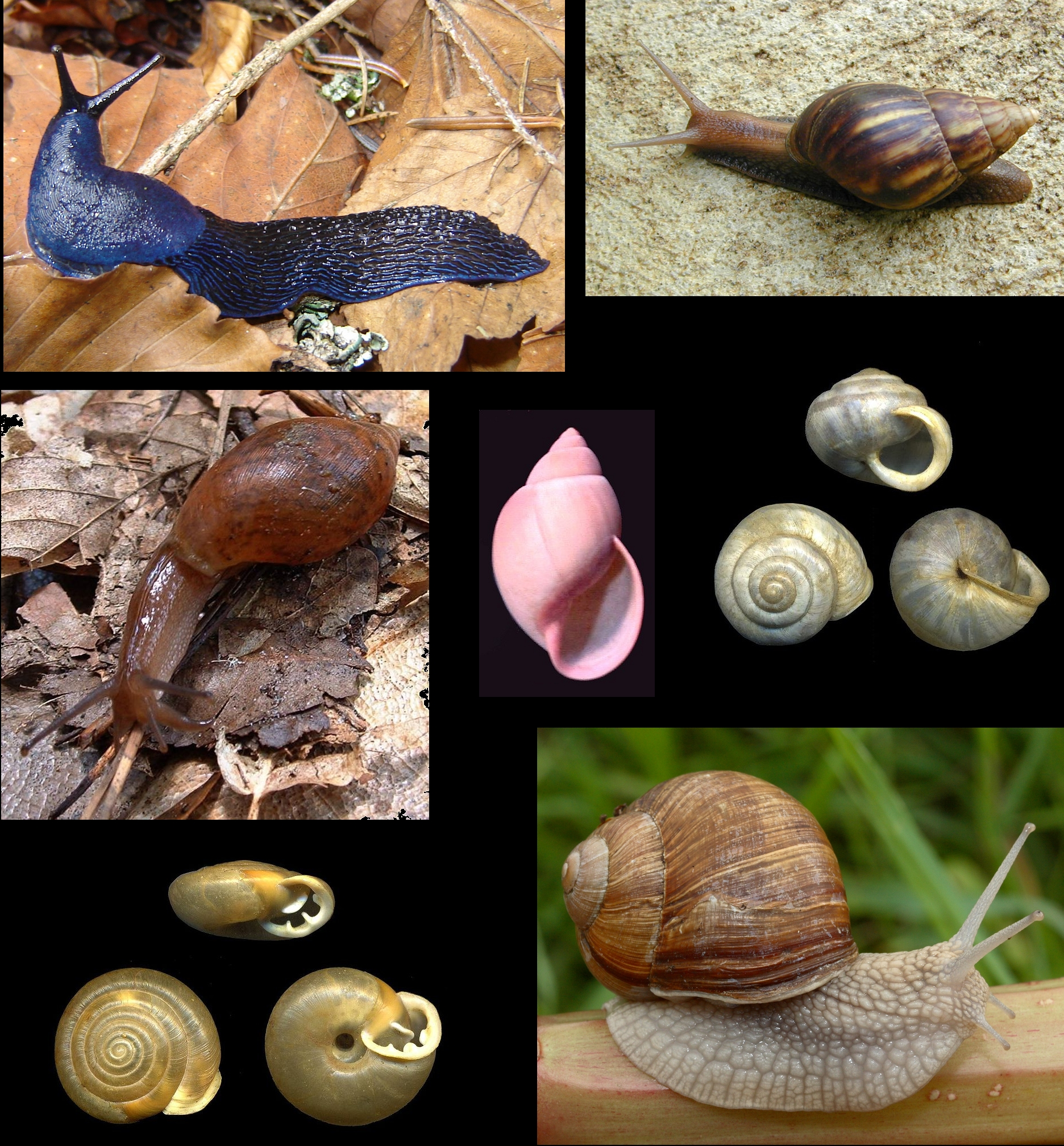